# Pierre Asso
Pierre Asso (Nizza, 4 marzo 1904 – Parigi, 10 dicembre 1974) è stato un attore francese.

## Biografia
Pierre Asso proviene da una famiglia di artisti. Suo fratello Raymond Asso è stato il paroliere di Édith Piaf. Suo padre, un mercante drapiero di Nizza, si chiamava Laurent Célestin Asso; sua madre, Marie Coda, era di origine stéphanoise. Pierre Asso si trasferì a Parigi in giovane età, prima di compiere vent'anni, immergendosi in un ambiente che avrebbe alimentato la sua passione per il palcoscenico e il teatro. La sua vita privata, costellata da tre matrimoni, evidenzia la complessità della sua esistenza. Grazie alle sue interpretazioni in teatro e cinema, nonché alle collaborazioni con figure di spicco, si affermò rapidamente come un attore simbolo del suo tempo, emergendo nel panorama artistico francese con una reputazione in continua ascesa.
È stato sposato tre volte:
- Primo matrimonio: con Camille Marie Ida Marcelle Létourneau, il 31 marzo 1923.
- Secondo matrimonio: con Renée Simone Thiel, il 17 luglio 1934; divorziarono il 19 luglio 1944.
- Terzo matrimonio: con l'attrice Yvonne Galli, il cui vero nome è Yvonne Alice Suzanne Bonneton, nata a Ginevra (Svizzera) il 15 settembre 1906 e deceduta a Couilly-Pont-aux-Dames il 13 maggio 2002.

Uomo elegante in città, viveva e giocava al di sopra delle sue possibilità.

## Filmografia parziale
- Il delitto del signor Lange (Le crime de Monsieur Lange), regia di Jean Renoir (1935)
- Il romanzo di un baro (Le roman d'un tricheur), regia di Sacha Guitry (1936)
- Topaze, regia di Marcel Pagnol (1936)
- La Neige sur les pas, regia di André Berthomieu (1941)
- Les Petits Riens, regia di Raymond Leboursier e Yves Mirande (1941)
- La Boîte aux rêves, regia di Jean Choux (1945)
- Patrie, regia di Louis Daquin (1945)
- Saint-Louis, l'ange de la paix, regia di Robert Darène - cortometraggio (1945)
- Le Grand Rendez-vous, regia di Jean Dréville (1949)